# جوش بون (كرة سلة)
جوش بون (بالإنجليزية: Josh Boone)‏ مواليد 21 نوفمبر 1984 في ماونت إيري، هو لاعب كرة سلة أمريكي بدأ مسيرته الاحترافية في سنة 2006 حيث تم اختياره من قبل فريق بروكلين نتس خلال الدرافت يلعب مع فريق خيمكي كلاعب وسط ويحمل الرقم 6. يبلغ طوله 6 قدم 10 بوصة (2.1 م).

## فرق لعب لها
- بروكلين نتس
- خيمكي
- نادي المنامة البحريني (من 2014 إلى 2015)[3]

## إحصائيات المسيرة

### الموسم الاعتيادي
| السنة   | الفريق      | لعب | بدأ | دقيقة | ميداني% | ثلاثية | حرة  | ارتداد | صنع | استلاب | تصدي | نقطة |
| ------- | ----------- | --- | --- | ----- | ------- | ------ | ---- | ------ | --- | ------ | ---- | ---- |
| 2006–07 | بروكلين نتس | 61  | 0   | 11.0  | .579    | .000   | .544 | 2.9    | .2  | .2     | .3   | 4.2  |
| 2007–08 | بروكلين نتس | 70  | 53  | 25.3  | .548    | .000   | .456 | 7.3    | .8  | .5     | .9   | 8.2  |
| 2008–09 | بروكلين نتس | 62  | 7   | 16.0  | .528    | .000   | .376 | 4.2    | .5  | .4     | .8   | 4.2  |
| 2009–10 | بروكلين نتس | 63  | 28  | 16.6  | .525    | .000   | .328 | 5.0    | .5  | .5     | .8   | 4.0  |
| المسيرة |             | 256 | 88  | 17.5  | .544    | .000   | .445 | 4.9    | .5  | .4     | .7   | 5.2  |

### التصفيات
| السنة   | الفريق      | لعب | بدأ | دقيقة | ميداني% | ثلاثية | حرة  | ارتداد | صنع | استلاب | تصدي | نقطة |
| ------- | ----------- | --- | --- | ----- | ------- | ------ | ---- | ------ | --- | ------ | ---- | ---- |
| 2007    | بروكلين نتس | 12  | 0   | 9.8   | .500    | .000   | .500 | 1.6    | .3  | .1     | .3   | 3.0  |
| المسيرة |             | 12  | 0   | 9.8   | .500    | .000   | .500 | 1.6    | .3  | .1     | .3   | 3.0  |

## روابط خارجية
- جوش بون على موقع إن بي أي (الإنجليزية)
- جوش بون على موقع سبورتس رفرنس (الإنجليزية)
- جوش بون على موقع كرة السلة الأوروبية.كوم (الإنجليزية)
- جوش بون على موقع كلية كرة السلة في سبورتس رفرنس.كوم (الإنجليزية)
- جوش بون على موقع ريلجم (الإنجليزية)
- جوش بون على موقع بروبوليرز (الإنجليزية)
- جوش بون على موقع سبورتس رفرنس (الإنجليزية)
- جوش بون على موقع سبورتس رفرنس (الإنجليزية)